# Kinheim (gemeente)
Kinheim is een plaats in de Duitse deelstaat Rijnland-Palts, en maakt deel uit van de Landkreis Bernkastel-Wittlich.
Kinheim ligt langs de Moezel en telt 792 inwoners.

## Bestuur
De plaats is een Ortsgemeinde en maakt deel uit van de Verbandsgemeinde Traben-Trarbach.
Het Ortsteil Kinheim ligt op de linkeroever en het Ortsteil Kindel ligt op de rechteroever van de Moezel.

## Wijnbouw
Op ongeveer 120 ha wordt aan wijnbouw gedaan. Het betreft hier de Einzellagen Rosenberg, Hubertuslay en Römerhang, die behoren tot de Großlage Schwarzlay.